# Genainville
Genainville egy község Franciaországban. Lakosainak száma 521 fő (2022. január 1.).

## Földrajza
Genainville Hodent, Charmont, Chaussy, Maudétour-en-Vexin, Omerville és Villers-en-Arthies községekkel határos.